# Sandy Nair
Dr Sandy Nair (nacido el 19 de enero de 1982) es un exjugador de críquet de India, Kerala. Es consultor de fitness y entrenador de fuerza y acondicionamiento desde 2007. Además de eso, también fue entrenador de la Academia Nacional de Cricket de BCCI para el campamento y partido nacional y zonal para las categorías Senior y Junior (jugadores Sub-16 y 19) en categorías masculinas y femeninas desde 2010.

## Biografía
Sandy es hijo del Coronel N Chandran y Prema Nair. Sandy Nair tiene sus raíces en la parte sur de Kerala, India. Su origen ancestral es de Thekkae Mathra veedu. El estado físico se ha arraigado en que el padre era un corredor de maratón solo durante el servicio como oficial en el ejército indio y la madre era una apasionada bailarina de Bharatanatyam y Mohiniattam.

## Escena deportiva
Trabajó para la Asociación de Cricket de Kerala de 2007 a 2010 con el proyecto de academias CASH Kerala, Sub-16 y Sub-19 (campamentos), Sub-25 (campamento y partidos) y el equipo del trofeo Ranji (programa de orientación). Además de eso, también fue entrenador de la Academia Nacional de Cricket de BCCI para el campamento y partido nacional y zonal para las categorías Sénior y Júnior (jugadores Sub-16 y 19) en categorías masculinas y femeninas desde 2010. Ha entrenado a jugadores como VVS Laxman, Ajinkya Rahane, K. L Rahul, Pragyan Ojha, Stuart Binny, Robin Utthappa, GH Vihari, Sanju Samson, Mithali Raj, Nooshin al Khadeer, S Asha, Priya Punia, Harleen Deol, Tania Bhatia, Richa Ghosh, Jemimah Rodrigues, por nombrar algunas.